# Hubertus Meyer-Burckhardt
Pour les articles homonymes, voir Meyer et Burckhardt.

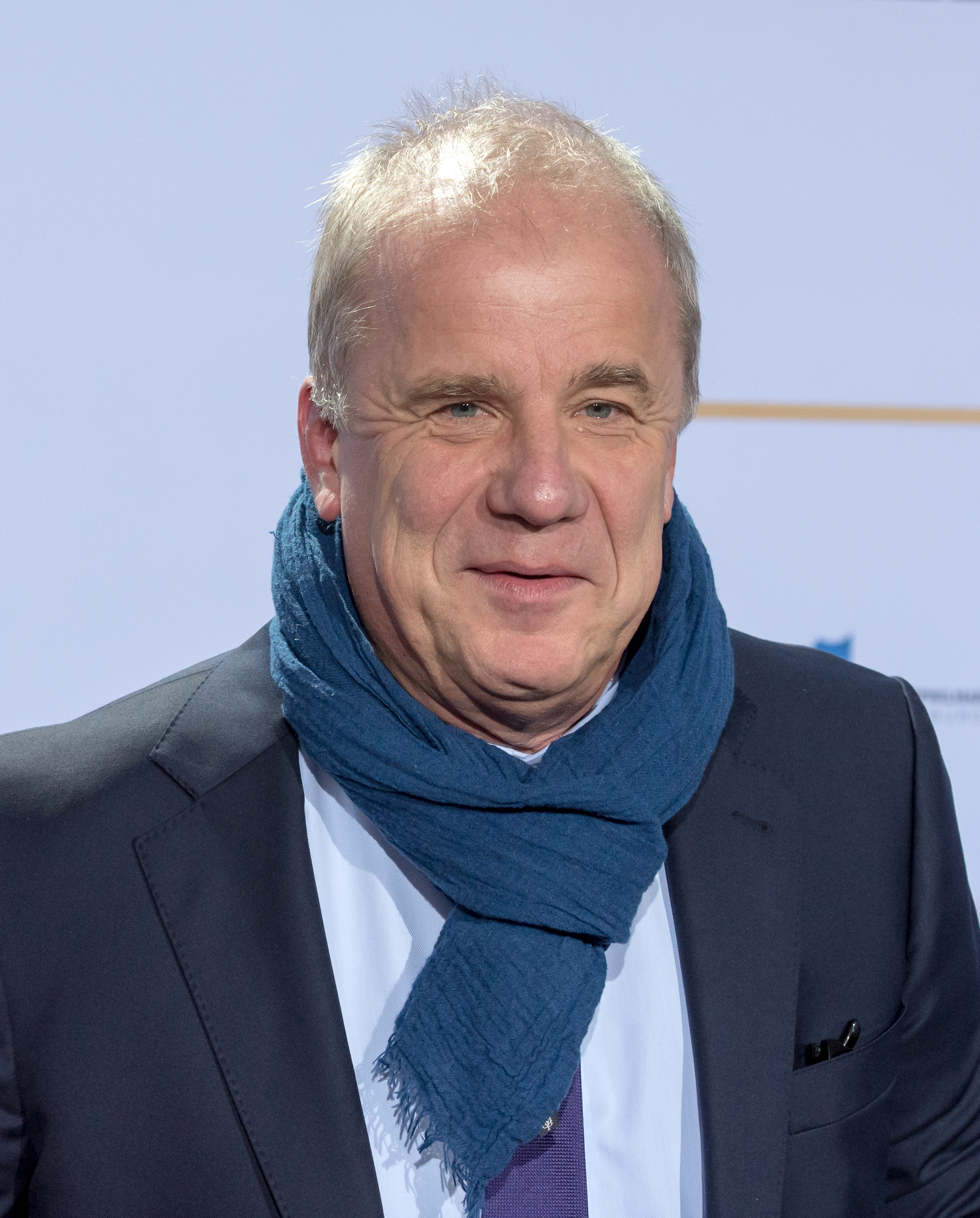
Hubertus Meyer-Burckhardt au Prix de la radio allemande 2016.

Hubertus Meyer-Burckhardt, né le 24 juillet 1956 à Cassel, est un producteur de télévision, présentateur, journaliste, responsable des médias et écrivain allemand.

## Biographie
Il fait ses études secondaires au lycée Friedrichsgymnasium à Cassel. Il étudie d'abord l'histoire et la philosophie à Berlin et à Hambourg, avant de rejoindre la Hochschule für Fernsehen und Film München. De 1977 à 1984, il réalise des spots publicitaires, puis travaille comme producteur de télévision pour la Neue deutsche Filmgesellschaft (nouvelle société cinématographique allemande) à Munich. En 1988, il rejoint l'agence de publicité BBDO de Düsseldorf en tant que directeur de la création et membre du conseil d’administration, poste qu’il occupe jusqu’en 1991. 
En 1992, il fonde la société Akzente Film & Fernsehproduktion GmbH en tant que partenaire principal. Pour l'ARD, il a développé et présenté en 1994 Sowieso - Die Sonntagsshow, pour lequel il a reçu le prix Adolf-Grimme. Meyer-Burckhardt a acquis la notoriété en présentant l'émission-débat NDR Talk Show (avec Alida Gundlach) de 1994 à 2001 sur la NDR. De 1999 à 2001, il a également été président du conseil d’administration de Multimedia Film- und Fernsehproduktion GmbH, une coentreprise entre Axel Springer AG et Studio Hamburg GmbH. 
De décembre 2001 à juillet 2004, il siège au conseil d’administration d’Axel Springer AG au sein du département des médias électroniques et du livre. Le 1er juillet 2004, il passe du Conseil de surveillance de ProSiebenSat.1 Media AG à son directoire. En 2006, il revient à Hambourg où il succède à Matthias Esche en tant que directeur général du groupe Polyphon, qui appartient au studio hambourgeois de la NDR. En collaboration avec Fred Kogel, Meyer-Burckhardt reprend la direction de Polyscreen, une coentreprise entre Polyphon et Constantin Film AG. 
Le 31 mai 2013, Meyer-Burckhardt quitte la direction de Polyphon à sa propre demande. Il continue néanmoins de travailler comme producteur pour Polyphon. Meyer-Burckhardt était membre du jury du Prix des Télévisions Allemandes. 
De 2007 à 2012, il est professeur à l'Hochschule für bildende Künste Hamburg. Il est jusqu'en 2012 l'un des deux responsables du département de production de la Hamburg Media School. Depuis janvier 2008, Meyer-Burckhardt présente à nouveau l'hôte le DDR talk-show avec Barbara Schöneberger.
Depuis 2014, il anime sa propre émission de radio avec Meyer-Burckhardt Frauengeschichten (histoires de femmes par Meyer-Burckhardt), dans laquelle des femmes remarquables sont présentées le premier dimanche de chaque mois sur la station de radio NDR Info. Basé sur cette émission, il fait paraître en 2017 son premier livre de témoignages intitulé Frauengeschichten - Was ich von starken Frauen gelernt habe (Histoires de femmes - Ce que j'ai appris des femmes de caractère).
En 2010, dans un épisode de la série Pfarrer Braun, qui se déroule dans sa ville natale de Cassel, il joue, en tant qu'invité, le rôle d'un électricien. Depuis 2010, il est parrain de l'hospice pour enfants Bethel pour enfants en phase terminale. En outre, il finance plusieurs établissements de fin de vie. Dans l'émission de la NDR QuizSendung Kaum zu glauben! (Quiz - Difficile à croire!) depuis 2014, il fait partie du groupe de conseil. Hubertus Meyer-Burckhardt est membre du conseil de surveillance du théâtre Ernst Deutsch à Hambourg depuis le 1er janvier 2016.

## Vie privée
Meyer-Burckhardt est marié à la journaliste Dorothee Röhrig et est le père de deux enfants[réf. nécessaire]. 

## Prix
- En 2002, insigne d'honneur de la ville de Cassel
- Cinq Golden Lions, prix de la télévision bavaroise, nomination pour le prix international Emmy
- Trois prix Adolf Grimme 1998 pour The Judgment
- Prix Adolf Grimme 1994 Quoi qu'il en soit - The Sunday Show
- Nomination pour le prix Adolf Grimme en 1992 en tant qu'auteur, producteur et présentateur du programme ARD Combien?
- Prix des producteurs de Hambourg 2017 pour les productions de télévision allemandes pour le drame NDR My Foreign Girlfriend
- FIPA d'Or 2018 de la meilleure actrice et du meilleur scénario pour NDR Drame Ma copine étrangère au FIPA - Festival de création de l'audiovisuel international[5]

## Publications
- 2011 : Die Kündigung, roman, Ullstein, Berlin  (ISBN 978-3-550-08849-0) (livre audio: livres Procella / Hy pertension, Hambourg 2011,  (ISBN 978-3-9814740-0-8)).
- 2014 : Die kleine Geschichte einer großen Liebe, roman, Bastei Lübbe, Cologne  (ISBN 978-3-431-03901-6) .
- 2016 : Meine Tage mit Fabienne, roman, Bastei Lübbe, Cologne  (ISBN 978-3-431-03953-5) (Livre audio, Lübbe Audio, Cologne 2016  (ISBN 978-3-7857-5218-0))
- 2017 : Frauengeschichten - Was ich von starken Frauen gelernt habe, témoignages, Gütersloher, Gütersloh  (ISBN 978-3-579-08659-0)
- 2019 : Diese ganze Scheiße mit der Zeit: Meine Entdeckung des Jetzt, Gräfe und Unzer, Munich  (ISBN 978-3-8338-7037-8)

## Filmographie
- 1996 : Tricker de Oliver Hirschbiegel[6]
- 1996 : Rendez-vous des Todes de Richard Huber[7]
- 1997 : The Judgment d'Oliver Hirschbiegel
- 2002 : Mon dernier film d'Oliver Hirschbiegel
- 2005 : Un juif ordinaire d'Oliver Hirschbiegel
- 2011 : Blueberry Blue de Rainer Kaufmann
- 2012 : Les plus intelligents déménagent de Christoph Schnee
- 2013 : Mon mari, un assassin de Lancelot de Naso
- 2014 : Duds de Peter Kahane[8]
- 2017 : Mon ami étranger de Stefan Krohmer ) [9]
- 2018 : Driven de Maris Pfeiffer[10]